# Ильинская, Мария Васильевна
Мари́я Васи́льевна Ильи́нская (наст. фам. Мазурина;  1856, Москва — 1932) — русская актриса

 XIX века.

## Биография
Мария Ильинская родилась и воспитывалась в Москве, в семье, близко стоявшей к театральному миру.
В 1878 году была принята на сцену московского Малого театра и заняла амплуа перешедшей на Санкт-Петербургскую сцену Н. Васильевой. Роли: Вера («Месяц в деревне»), Агнесса («Школа женщин»), Верочка («Шутники»), Дездемона («Отелло»), Лизы («Горе от ума»), Клерхен («Эгмонт»), Полина («Доходное место»), Глафира («Волки и овцы»), Дорина («Тартюф»).
С 1882 года в Санкт-Петербурге в Александринском театре. Однако там она мало играла. В 1892 году Мария Васильевна Ильинская оставила  сцену.
Лучшими ролями Ильинской считались роли бытового репертуара, в том числе Лиза в «Горе от ума», Полина в «Доходном месте» и Глафира в «Волках и овцах» Островского, Марьюшка в «Горе-злосчастье» В. Александрова. Островский ценил игру Ильинской, замечая в письме 6 ноября 1880 года (Ф. А. Бурдину), что в Москве молодые актрисы «есть, и очень хорошие: Ермолова и Ильинская».